# Juan Chabás
Juan Chabás Martí (Denia, Alicante, 10 de septiembre de 1900 - La Habana, 29 de octubre de 1954) fue un escritor, crítico e historiador de la literatura español perteneciente a la generación del 27.

## Biografía
Hijo del abogado y juez Juan Chabás Bordehore (Denia, 11 de abril de 1869  - Madrid, 25 de junio de 1956) y de Pepita Martí Mifsud (n. Ayora, 8 de marzo de 1872 - 1953). Sobrino del médico, cirujano y tisiólogo José Chabás Bordehore. De ascendencia burguesa y educación francófona, Juan Chabás fue licenciado en Derecho y doctor en Filosofía y Letras por la Universidad de Madrid. Comenzó su breve itinerario poético en las revistas España, Índice, Horizonte (que fundó con Pedro Garfias y José Rivas Panedas) y Vltra, con poemas recogidos en 1921 en Espejos (1919—verso—1920)  y reservados para un nuevo poemario, Ondas, que nunca llegó a editarse. Participó activamente en el homenaje sevillano a Góngora de 1927 y fue colaborador durante los años veinte de revistas literarias como Alfar, de La Coruña, el Suplemento literario de La Verdad, de Murcia, La Gaceta Literaria, Revista de Occidente, así como en la prensa diaria, La Libertad y Diario de Barcelona. A finales de los años 1920 inició una dilatada relación sentimental con la actriz de teatro y cine Carmen Ruiz Moragas (previamente había sido esposa del torero Rodolfo Gaona y luego amante del rey Alfonso XIII), relación que mantuvo hasta la muerte de la actriz un mes antes del comienzo de la Guerra civil. 
Pensionado por la Junta para Ampliación de Estudios profesó en la Universidad de Génova y fue colaborador del Centro de Estudios Históricos de Madrid. Producto de su estancia en Italia —de donde fue expulsado por sus crónicas para el diario La Libertad — fue su ensayo Italia fascista (Política y literatura), publicado en 1928. Comprometido ideológicamente con Izquierda Republicana, primero, y con el Partido Comunista después, participó con grado militar en la Guerra Civil, antes de verse impelido a iniciar un dilatado exilio; primero en Francia y, tras la ocupación nazi, en la República Dominicana y Venezuela, para, finalmente, recalar en Cuba. Se había casado en el Madrid en guerra con Simone Téry  y ratificaron su matrimonio el 24 de junio de 1939 en la Alcaldía de Ivry-sur-Seine. Simone era corresponsal de guerra de L'Humanité y autora de “Front de la liberté” /París, 1938) y  Aquí el alba comienza (México, 1944), que tuvo versión francesa con el título Où l’aube se lève (New York, 1945) y luego La Porte du Soleil (París, 1947). Por desavenencias familiares regresó a París en 1945 donde residió en compañía de su hijo adoptivo, nunca se divorció y conservó el apellido del escritor alicantino hasta que éste murió. Posteriormente, Chabás mantuvo una relación sentimental con la cantante Lydia de Rivera. En 1947 dictó cursos sobre poesía española contemporánea en la Universidad de verano de La Habana; allí, conocerá, entre su alumnado, a quien sería su última mujer, la doctora en química Aída Valls Fernández, con la que se casó el 11 de diciembre de 1947 en el Consulado General de la República Española en Caracas. En Venezuela impartió cursos en la Universidad Central de Caracas y clases de francés en el Liceo Andrés Bello. De regreso en Cuba, fue profesor en la Universidad de Oriente, en Santiago de Cuba; escapando de la represión de Batista —acentuada tras el asalto al cuartel Moncada en 1953— volvió a La Habana, donde moriría a consecuencia de un infarto agudo de miocardio el 29 de octubre de 1954, fue enterrado en el principal cementerio de Cuba, la Necrópolis de Cristóbal Colón.
Juan Chabás se perfila hoy como uno de los grandes prosistas de los años veinte. Su militantismo de izquierdas y el exilio político propiciaron que su obra fuera relegada, sólo reconocida en su justo valor por críticos avezados. Su escritura es reflejo excepcional de la variedad de estéticas que conformaron la primera mitad del siglo XX: iniciado en el ultraísmo poético, terminó volcado en la literatura del compromiso después de haber creado una prosa de ascencencia mironiana (Sin velas, desvelada, 1927) y luego de resonancias proustianas que, dentro de los cánones de la deshumanización, combina el tono poético-intimista con la plasticidad modernista y las experiencias de vanguardia en Puerto de sombra (1928) y Agor sin fin (1930). 
El compromiso social influirá definitivamente su literatura y su crítica, centrada en métodos sociológicos, pero también atenta a la estilística, por lo que resulta especialmente interesante. Sin duda, su mejor contribución a la crítica literaria española la realizó en medio de penurias y adversidades durante el exilio cubano: Literatura española contemporánea 1898-1950 (1952), reeditada por su mejor estudioso, el catedrático universitario Javier Pérez Bazo.

## Obra

### Poesía
- Espejos (1919—verso—1920), Madrid, Alejandro Pueyo, 1921.
- Ondas (inédito)
- Árbol de ti nacido, La Habana, Lex, 1956.
- Veinte poemas de amor y una canción dedicada, edición de Javier Pérez Bazo, Málaga, Unicaja, 1996.
- Sueño perseguido (Antología poética), edición de Javier Pérez Bazo, Alicante, 1998.

### Narrativa
- Sin velas, desvelada, Barcelona, Gustavo Gil, 1927.
- Puerto de sombra, Madrid, Caro Raggio, 1928. Reedición: Puerto de sombra / Agor sin fin. Fábula de ayer y de hoy, edición de Javier Pérez Bazo, Madrid, Espasa Calpe (Colección Austral), 1998.
- Agor sin fin, Madrid, CIAP (Ediciones Ulises), 1930. Reedición: Puerto de sombra / Agor sin fin. Fábula de ayer y de hoy, edición de Javier Pérez Bazo, Madrid, Espasa Calpe (Colección Austral), 1998.
- Fábula y vida, Santiago de Cuba, Universidad de Oriente, 1955. Reedición de Javier Pérez Bazo, La Coruña, Ediciós do Castro, 2000; y Valencia, Biblioteca El Mundo (Las mejores obras de la Comunidad Valenciana), 2000.

### Crítica e historiografía literarias
- Italia fascista (Política y literatura), Barcelona, Mentora, 1928.
- Vuelo y estilo, Madrid, Sociedad General Española de Librería, 1930.
- Breve historia de la literatura española, Barcelona, Joaquín Gil editor, 1930.
- Historia de la literatura española, Madrid/Barcelona/Valencia, Ediciones Populares Iberia, 1933.
- Literatura española contemporánea (1898-1950), La Habana, Cultural, 1952. (Reedición de Javier Pérez Bazo, Madrid, Verbum, 2001).